# Tarquinia
Tarquinia is een stadje in de Italiaanse provincie Viterbo (regio Latium) met ongeveer 15.000 inwoners.
De stad ligt 133 meter boven NAP en 5 kilometer van de Tyrreense Zee.
Tussen 1872 en 1922 heette Tarquinia 'Corneto Tarquinia'. Daarvoor was de stad bekend onder de naam Corneto. In de middeleeuwen was het een stadsrepubliek die allianties aanging met Genua, Pisa en Venetië. In de 14e eeuw verloor Corneto zijn onafhankelijkheid, waarna het onderdeel ging uitmaken van de Pauselijke Staat. De dom bevat een koor uit de 15e eeuw en fresco's uit het jaar 1509.

## Geschiedenis en bezienswaardigheden
Ten noordoosten van het hedendaagse Tarquinia en het vroegere Corneto ligt de Etruskische stad Tarquinii, die onder de naam Turchuna een van de belangrijkste leden was van de Twaalfstedenbond.
Tarquinii vormde een stadstaat waarvan het grondgebied zich uitstrekte van de Mignone rivier tot de Arrone rivier en van het meer van Bolsena tot het meer van Bracciano. Haar buurstaat in het noorden was Vulci, in het zuiden Caere.
In de eerste helft van de 4e eeuw v. Chr. overtrof Tarquinia Caere en de andere Etruskische steden qua macht en invloed. De stad bouwde enorme muren om zich te beschermen tegen de bedreigingen door de Kelten en de Romeinen. Tarquinia werd niet zoals Rome ingenomen door de Galliërs. In de oorlog met Rome vonden aan beide zijden wreedheden plaats. De inwoners van Tarquinia executeerden 307 Romeinse krijgsgevangenen, maar moest zich uiteindelijk wel onderwerpen aan de nieuwe grootmacht.
Tarquinia sloot in 308 v.Chr. een 40-jarige vrede met de Romeinse Republiek en werd aansluitend onderdeel van het Romeinse Rijk.
Nadat Tarquinii in de 8e eeuw wordt verwoest door Saracenen, wordt de stad niet meer herbouwd. De inwoners trokken naar het nabijgelegen Corneto.
Sinds 2004 maken de Etruskische necropolissen van Tarquinia (samen met die van Cerveteri) deel uit van werelderfgoedlijst van UNESCO.
Andere bezienswaardigheden in Tarquinia zijn:
- de goed behouden oude binnenstad;
- de kerken Santissima Annunziata, San Antonio en San Pancrazio (13e eeuw);
- het Palazzo dei Torri (13e eeuw);
- het ziekenhuis Santo Spirito uit de 15e eeuw;
- het Palazzo Vitelleschi (15e eeuw), waarin nu het Nationaal Museum van Tarquinia is gehuisvest, met als blikvanger het reliëf in terracotta met twee gevleugelde paarden uit de 4e eeuw v. Chr.

Etruskische gevleugelde paarden, Palazzo Vitelleschi

De necropolis van Tarquinia is omwille van de vele fresco's van uitzonderlijk belang voor onze kennis van het dagelijks leven van de rijke klasse in de Etruskische maatschappij.

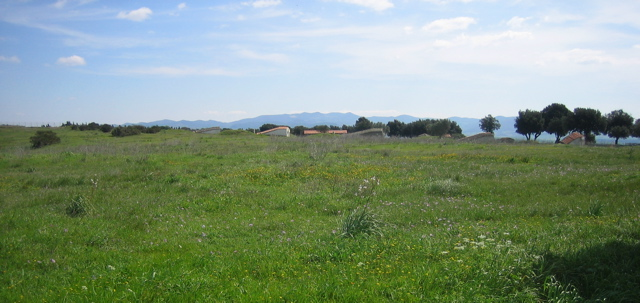
De necropolis van Tarquinia.

De Etruskische necropolis omvat 6.000 graven, waarvan 200 fresco's bevatten. De belangrijkste site is de Necropolis van Monterozzi, met een groot aantal tumulus graven, waarvan de kamers in de rots zijn uitgehouwen.
De taferelen op de fresco's tonen banketten met dans en muziek, sportieve spelen en af en toe erotische of mythologische scènes.

De bekendste graven zijn het Graf van het Triclinium, het Graf van de Stieren, het Graf van de Auguren en het Graf van de Luipaarden. Het Graf der Auguren (circa 530 v. Chr.) toont een muurschildering van worstelaars die vechten voor waardevolle prijzen, zoals metalen kommen. Een andere scène in hetzelfde graf laat een man met een knuppel zien; hij heeft een zak over het hoofd en moet zich verdedigen tegen een wilde hond, die door een gemaskerde wordt opgehitst. Mogelijk stamt dit bloedig spel af van rituele mensenoffers bij de begrafenis van koningen in een zeer ver verleden.

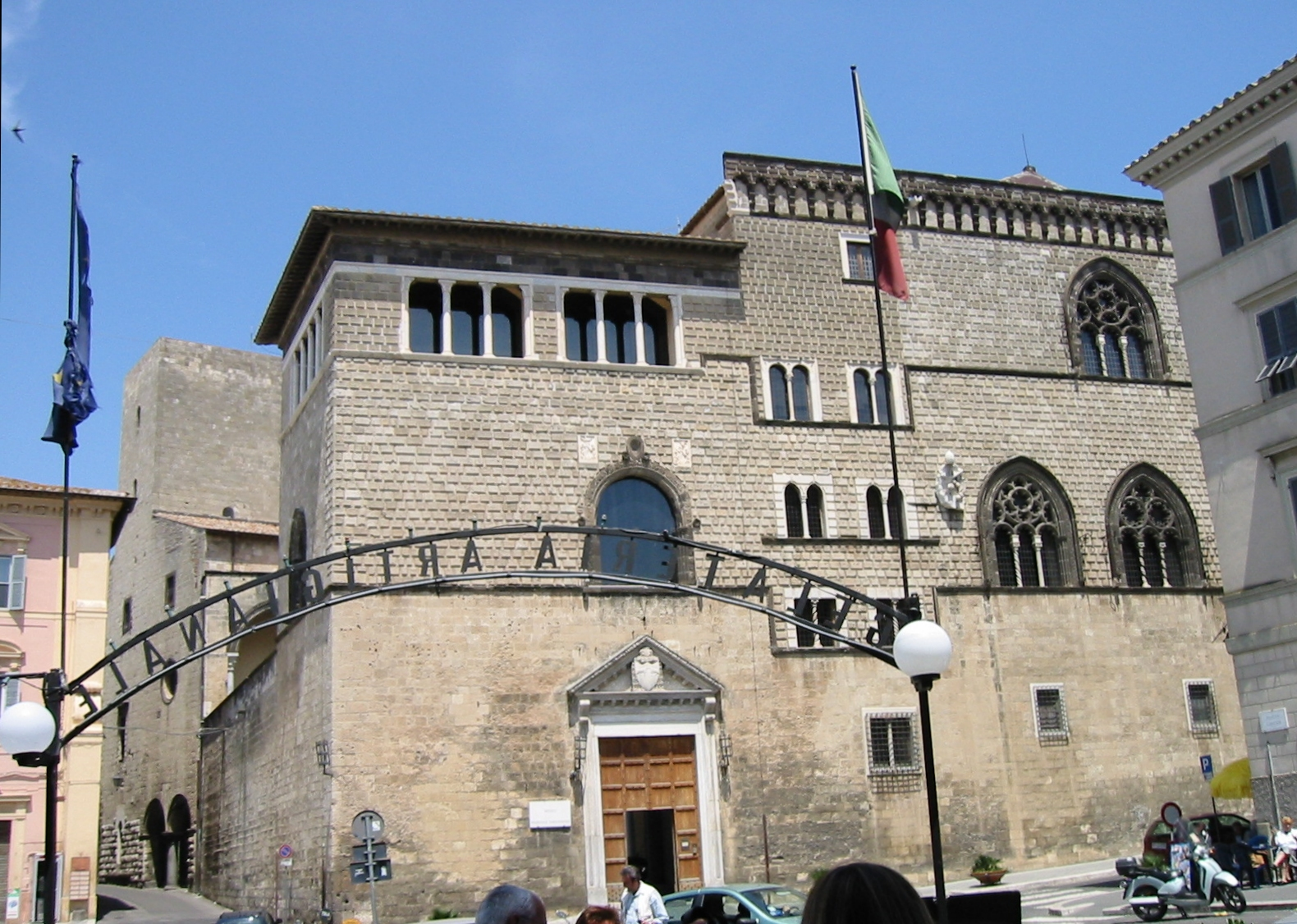
Palazzo Vitelleschi, het Nationaal Museum van Tarquinia

## Demografische evolutie
| Jaar     | 1871  | 1881  | 1901  | 1921  | 1936  | 1951   | 1971   | 1991   | 2001   |
| Inwoners | 4.326 | 4.998 | 5.849 | 7.395 | 8.118 | 10.552 | 12.364 | 14.020 | 15.162 |

Bron: ISTAT

## Geboren in Tarquinia
- Adriano di Castello (1458), kardinaal
- Angelo Quaglia (1802-1872), kardinaal
- Vincenzo Cardarelli (1887-1959), schrijver, dichter en journalist
- Sergio Guerri (1905), curiekardinaal
- Alessandro Napoleoni (1978), golfprofessional